# 대가초등학교 (충북)
대가초등학교는 대한민국 충청북도 단양군에 있는 공립 초등학교이다.

## 학교 연혁
- 1941. 04. 20 대가국민학교 개교
- 1985. 03. 11 병설유치원 개원
- 1991. 04. 04 급식소 준공(급식 실시)
- 1993. 11. 06 3개 교실 개축(농촌형)
- 1996. 03. 01 대가초등학교로 개칭
- 1997. 10. 06 교사 2동(10개 교실) 개축
- 2013. 03. 01 6학급 편성
- 2013. 03. 01 제40대 권오봉 교장 부임
- 2015. 02. 16 제70회 졸업식(총2719명)

## 참고 자료
- 대가초등학교 - 한국교육학술정보원 학교알리미